# Winter-Asienspiele 2025/Teilnehmer (Saudi-Arabien)
| Gelbes Symbol für Goldmedaillen mit stilisierten Olympischen Ringen | Graues Symbol für Silbermedaillen mit stilisierten Olympischen Ringen | Braundes Symbol für Bronzemedaillen mit stilisierten Olympischen Ringen |
| ------------------------------------------------------------------- | --------------------------------------------------------------------- | ----------------------------------------------------------------------- |
| —                                                                   | —                                                                     | —                                                                       |

Saudi-Arabien nimmt an den Winter-Asienspiele 2025 in Harbin teil. Es ist dies die erste Teilnahme Saudi-Arabiens an Winter-Asienspielen.

## Teilnehmer nach Sportarten

### Curling
| Wettbewerb   | Männer                                                                                   |
| ------------ | ---------------------------------------------------------------------------------------- |
| Athleten     | Suleiman Al Aqel Munir Al Beelbisi Mohammed Al Daraan Abdullah Al Zahrani Hussain Hagawi |
| Gruppenphase |                                                                                          |
| Halbfinale   |                                                                                          |
| Finale       |                                                                                          |
| Rang         |                                                                                          |

### Ski Alpin
| Athleten           | Wettbewerbe | 1. Lauf     | 1. Lauf | 2. Lauf     | 2. Lauf | Gesamt      | Gesamt |
| Athleten           | Wettbewerbe | Zeit        | Rang    | Zeit        | Rang    | Zeit        | Rang   |
| ------------------ | ----------- | ----------- | ------- | ----------- | ------- | ----------- | ------ |
| Frauen             |             |             |         |             |         |             |        |
| Sharifa Al Sudairi | Slalom      | DNF         | DNF     | DNF         | DNF     | DNF         | DNF    |
| Joud Farhoud       | Slalom      | 1:03,84 min |         | 1:01,81 min |         | 2:05,65 min | 19     |
| Männer             |             |             |         |             |         |             |        |
| Fayik Abdi         | Slalom      | DNF         | DNF     | DNF         | DNF     | DNF         | DNF    |